# Diócesis de Wigry
La diócesis de Wigry (en latín: Dioecesis Vigrensis y en polaco: Diecezja wigierska) fue una circunscripción eclesiástica de la Iglesia católica en Polonia. Se trataba de una diócesis latina, inmediatamente sujeta a la Santa Sede. Fue suprimida el 30 de junio de 1818 y restaurada como diócesis titular en octubre de 2014. Desde 13 de diciembre de 2014 su obispo es Marek Szkudło.

## Territorio y organización
La diócesis extendía su jurisdicción sobre los fieles católicos de rito latino residentes en parte del actual voivodato de Podlaquia.
La sede de la diócesis se encontraba en la ciudad de Wigry, en donde la catedral era la iglesia de la Inmaculada Concepción de la Santísima Virgen María, hoy perteneciente a la diócesis de Ełk.

## Historia

### Establecimiento de la diócesis
Después de la primera partición de Polonia, en 1772, esta parte de Polonia fue anexada por el Reino de Prusia. Luego de la Tercera Partición de Polonia (1795), en el Reino de Prusia la provincia de Nueva Prusia Oriental incluía, entre otras, parte de las diócesis anteriores a la partición: Vilna, Lutsk y Samogitia. El 9 de agosto de 1796 el gobierno prusiano decidió que las fronteras de los obispados en las tierras anexadas debían coincidir con las fronteras estatales, el 1 de septiembre de 1796 decidió establecer una nueva diócesis y el 24 de diciembre de 1796 decidió colocar la sede de la diócesis en el monasterio camaldulense de Wigry (fundado en 1667 por Juan II Casimiro), hoy en el distrito de Suwałki. La jurisdicción eclesiástica temporal sobre esta zona fue ejercida por el obispo de Płock, Krzysztof Hilary Szembek, y después de su muerte, por su sucesor, Onufry Kajetan Szembek.
Después de establecer contacto con la Santa Sede, esta encargó al obispo Krzysztof Hilary Szembek que llevara a cabo un proceso de información sobre el establecimiento de una nueva diócesis. La diócesis de Wigry fue finalmente erigida mediante la bula Saepe factum est del papa Pío VI el 16 de marzo de 1799. A petición de las autoridades prusianas, la diócesis de Wigry no quedó subordinada a la arquidiócesis de Gniezno, sino que quedó inmediatamente sujeta a la Santa Sede.
La diócesis incluía:
- 90 parroquias de la diócesis de Vilna (decanatos: Augustów, Białystok, Knyszyn, Olwita, Preny, Simno, Sokółka, Wigry);
- 44 parroquias de la diócesis de Lutsk (decanatos: Bielsk Podlaski, Brańsk, Drohiczyn, Tykocin);
- 15 parroquias de la diócesis de Samogitia (decanatos: Sapieżyszki, Wierzbołowo).

En total fueron 149 parroquias con más de 292 000 creyentes confesantes (es decir, sin hijos hasta aproximadamente los 12 años de edad). Dentro de la diócesis había también 14 monasterios masculinos y 3 femeninos.

### La diócesis en tiempos del obispo Karpowicz
El primer obispo de Wigry fue Michał Franciszek Karpowicz. Fue nombrado por las autoridades prusianas para el cargo de obispo de Wigry el 22 de diciembre de 1797, y la precanonización tuvo lugar el 5 de abril de 1799. Recibió la consagración episcopal el 30 de marzo de 1800 en la iglesia de Santa Cruz de Varsovia por manos del obispo Jana Chrzciciela Albertrandi. Por dispensa papal, Albertrandi fue asistido por clérigos que no eran miembros del episcopado: Tomasz Ostaszewski y Adam Michał Prażmowski.
Entre el 9 y el 11 de julio de 1800 Karpowicz se hizo cargo de la ermita de Wigry de los monjes camaldulenses, quienes se vieron obligados a abandonarla según la voluntad del gobierno prusiano y se trasladaron al monasterio camaldulense de Bielany, en la actual Varsovia. De las extensas propiedades monásticas, al nuevo obispo le quedaron algo más de 4 volok de tierra. Sin embargo, el obispo Karpowicz conservó la parroquia en Grażyszki, desde donde llevaba la correspondencia episcopal.
La residencia del obispo estaba situada en el edificio hoy llamado Casa Real, adyacente al ángulo suroeste de la terraza superior. El interior de la antigua iglesia camaldulense también fue reconstruido y elevado al rango de catedral. Para ampliar el presbiterio se trasladó el altar mayor hacia el muro oriental y se liquidó el antiguo coro monástico. En lugar de ello, se construyó un coro musical que actuaba en la nave, contra la pared de la elevación frontal.
Dentro de la diócesis había un seminario teológico en Tykocin, cinco de cuyos alumnos fueron ordenados por el obispo Karpowicz en los años 1801-1803. En Wigry no había seminario, aunque algunos exalumnos de Tykocin pasaron los últimos meses antes de la ordenación en Wigry, donde pudieron realizar sus estudios finales.
En septiembre de 1803 Karpowicz sometió a aprobación los estatutos del cabildo catedralicio, elaborados sobre la base de los estatutos de la diócesis de Varmia. Al mismo tiempo estableció también dos consistorios generales y oficialías:
- podlasia, en Waniewo, decanatos: Białystok, Bielsk, Brańsk, Drohiczyn, Knyszyn, Sokółka y Tykocin bajo la dirección del vicario in espiritualibus y funcionario general, p. Jan Klemens Gołaszewski;[12]
- lituana, en Wyłkowyszki, decanatos: Augustów, Olwita, Preny, Sapieżyszki, Simno, Wierzbołówka y Wigry bajo la dirección del vicario y funcionario general, p. Baltazar Paszkiewicz.[11]

Entre los colaboradores del obispo se encontraban, entre otros: el secretario Polikarp Augustyn Marciejewski y el P. Waclaw Kunicki.
El obispo Michał Karpowicz murió el 5 de noviembre de 1803 en Berżniki, y su cuerpo fue embalsamado y colocado en Wigry en las criptas debajo de la antigua sala capitular camaldulense. Después de la muerte de Karpowicz, las funciones de administrador de la diócesis fueron asumidas por Jan Klemens Gołaszewski y Baltazar Paszkiewicz.

### La diócesis en tiempos del obispo Gołaszewski
Para el puesto vacante de obispo de Wigry las autoridades prusianas consideraron candidatos como Ignacy Matthy, Józef Miaskowski y Jan Klemens Gołaszewski. El 4 de abril de 1804 el rey prusiano Federico Guillermo III aceptó la candidatura de Gołaszewski. Las autoridades prusianas apreciaron su educación teológica y general, su rectitud, su caridad y su simpatía entre los fieles, esperando que fuera leal a las autoridades estatales. En diciembre de 1805, el auxiliar de Varsovia, Albertrandi, recibió el encargo de preparar una moción para iniciar un proceso canónico que confirmara la candidatura del P. Gołaszewski y recibirá la ordenación episcopal. Para acelerar la consagración de Gołaszewski, las autoridades prusianas cubrieron los gastos exigidos por la Santa Sede por un importe de 600 escudos. La precanonización del obispo tuvo lugar en un consistorio secreto de la Santa Sede el 26 de junio de 1805.
Otros pagos a la Santa Sede estaban relacionados con la emisión de un breve informe de consagración y una bula de nombramiento. El padre Gołaszewski no pudo cubrirlo porque el gobierno prusiano no aceptó recibir su salario por adelantado y cubrir los honorarios con él. Problemas financieros no resueltos, tensiones entre Prusia y la Santa Sede (incluidos planes para dividir o liquidar la diócesis de Varsovia), así como una situación política incierta significaron que Gołaszewski no fue consagrado obispo durante el gobierno prusiano.
En 1807, después de la Paz de Tilsit, la mayoría de la diócesis se encontraba en el Ducado de Varsovia. Las tierras del distrito de Białystok, anexadas al Imperio ruso, fueron separadas de la diócesis, abarcando total o parcialmente los siguientes decanatos: Białystok, Bielsk, Brańsk, Drohiczyn, Knyszyn y Sokółka (53 parroquias, 6 ramas y 5 monasterios). El número de fieles en la diócesis disminuyó en más de 130 000. Los nuevos límites perduraron hasta el final de la existencia de la diócesis.
El 5 de marzo de 1809 Jan Klemens Gołaszewski recibió la consagración episcopal en la catedral de San Juan Bautista en Varsovia por el metropolitano de Gniezno, Ignacy Raczyński, asistido por el ordinario de Smolensk y administrador de la diócesis de Poznan, Tymoteusz Gorzeński, y el obispo titular de Cinna, Antonin Malinowski.
Después del Congreso de Viena de 1815, la diócesis quedó dentro de las fronteras del Reino de Polonia. La diócesis de Wigry fue liquidada en 1818, y en su lugar el papa Pío VII erigió la diócesis de Sejny mediante la bula Ex imposita Nobis del 30 de junio de 1818, coincidiendo con los límites del voivodato de Augustów e incluyendo las tierras de la antigua diócesis de Wigry (89 parroquias) y 3 decanatos de la diócesis de Płock (Łomża, Wąsosz y Wizna, con 31 parroquias). La nueva catedral y el nuevo cabildo se inauguraron el 8 de diciembre de 1819.

### Sede titular
Desde octubre de 2014 Wigry figura entre las sedes episcopales titulares de la Iglesia católica. Desde el 13 de diciembre de 2014 el obispo titular es Marek Szkudło, obispo auxiliar de la arquidiócesis de Katowice.

## Episcopologio
- Michał Franciszek Karpowicz † (28 de marzo de 1799-5 de noviembre de 1803 falleció)
- Jan Klemens Gołaszewski † (1805-30 de junio de 1818 nombrado obispo de Sejny)

### Obispos titulares
- Marek Szkudło, desde el 13 de diciembre de 2014